# プリンツ・フォン・プロイセン
プリンツ・フォン・プロイセン（Prinz von Preußen）は、プロイセン王国の王位継承者のうち、王太子でない者に授与された称号。

## 称号の成立と授与
この称号は、1744年6月30日、子供のないプロイセン王（König in Preußen）のフリードリヒ2世（大王）が、サリカ法（男系長子相続制）の適用されるプロイセン王位継承順位の筆頭にあった、最年長の弟に授けた。王の最年長男子・法定推定相続人しか名乗ることのできない王太子（Kronprinz in Preußen）に代わる、推定相続人たる王位継承者の称号として設けられ、外交儀礼上はフランス王国のドーファン、グレートブリテン王国のプリンス・オブ・ウェールズと同じ序列として扱われることが想定された。
この時を含め、プリンツ・フォン・プロイセンの称号は、計3名のプロイセン王族が帯びることになった。
- 1744年6月30日、フリードリヒ2世が最年長の弟アウグスト・ヴィルヘルム王子に授与[1]。しかし王子は1758年6月12日に王位を継ぐことなく死亡した。

- 1758年12月13日、フリードリヒ2世が亡きアウグスト・ヴィルヘルム王子の長男フリードリヒ・ヴィルヘルム王子に授与。同王子は1786年8月16日フリードリヒ2世の崩御に伴いフリードリヒ・ヴィルヘルム2世として王位を継いだ。

- 1840年6月7日、フリードリヒ・ヴィルヘルム4世が最年長の弟ヴィルヘルム王子に授与。同王子は1858年摂政宮に就任、1861年1月2日兄王の崩御に伴いヴィルヘルム1世として王位を継いだ。

## 名乗り
フリードリヒ大王はこの称号の名乗りに、工夫を加えることで差別化を図った。プロイセン王家の男子の名乗りは通常、プリンツ（Prinz）の後に個人名を称し、その後に家名であるフォン・プロイセン（von Preußen）と名乗る順であった。例えば「プリンツ・ハインリヒ・フォン・プロイセン（Prinz Heinrich von Preußen）」というようにである。
しかし大王は、プリンツ・フォン・プロイセンの称号保持者の場合は、これと区別するため、個人名の後に続けて（つまり個人名を挟まずに）、プリンツ・フォン・プロイセンの称号が来るように指示した。 アウグスト・ヴィルヘルム王子の名乗りは「プリンツ・アウグスト・ヴィルヘルム・フォン・プロイセン（Prinz August Wilhelm von Preußen）」から、「アウグスト・ヴィルヘルム、プリンツ・フォン・プロイセン（August Wilhelm, Prinz von Preußen）」と変更されたのであった。
「プリンツ・フォン・プロイセン」の称号の連なりは、ドイツの君主制廃止とそれに続く1919年のヴァイマル憲法の発効に伴い、旧プロイセン王家の子孫全員の姓として使用されるようになったため（女性の場合はプリンツェシン・フォン・プロイセンPrinzessin von Preußen）、王位継承者の称号としてのプリンツ・フォン・プロイセンの識別は分かりにくくなった。

## 引用・脚注
1. ↑  Nele Güntheroth: Friedrich Wilhelm II. In: Martina Weinland (Red.): Im Dienste Preußens. Wer erzog Prinzen zu Königen? (Ausstellungskatalog). Henschel, Berlin 2001, ISBN 978-3-89487-404-9, S. 91–93.
2. ↑  Eva Ziebura: August Wilhelm. Prinz von Preußen. Stapp, Berlin 2006, ISBN 978-3-87776-240-0, S. 67.